# Abraham Abohbot
Abraham Abohbot (Lisboa, 29 de julho de 1871 — Angra do Heroísmo, 13 de outubro de 1959) foi um pintor e decorador, autor de diversas obras de vitrais e de mobiliário e decoração de espaços nobres de edifícios públicos e igrejas. Também se dedicou à arquitectura, sendo o autor do projecto de diversos imóveis da cidade de Angra do Heroísmo, com destaque para a Ermida de Nossa Senhora da Saúde sita à Praça Velha.

## Biografia
Os pais, judeus sefarditas oriundos de Marrocos, fixaram-se em Angra do Heroísmo, onde o avô Mimon Abohbot se dedicou ao comércio e foi líder da comunidade judaica ao tempo existente na ilha Terceira. O jovem Abraham frequentou os primeiros anos do Liceu Nacional de Angra do Heroísmo, mas abandonou os estudos sem completar o ensino secundário. Revelando, desde cedo, aptidões para o desenho e pintura, depois de ter trabalhado no comércio, as suas grandes aptidões para o desenho levaram-no a empregar-se como desenhador de obras públicas, inicialmente na Câmara Municipal de Angra do Heroísmo e depois na Junta Geral do Distrito Autónomo de Angra do Heroísmo. Contudo, nunca conseguiu acesso ao emprego público de nomeação definitiva, pelo que teve de recorrer a ministrar lições particulares de desenho e de pintura e à decoração de imóveis.
As dificuldades financeiras que enfrentava levaram-no em 1898 a emigrar para a África Oriental Portuguesa, onde se empregou como desenhador na empresa que construía a linha que viria a ser o Caminho de Ferro de Ressano Garcia. Contudo a sua permanência em Moçambique foi curta, pois em 1900 já estava de regresso à ilha Terceira.
Instalou-se por conta própria com um atelier de pintura e fotografia na cidade de Angra do Heroísmo, no qual para além dos retratos fotográficos também executava retratos a crayon e pintura decorativa. No seu atelier leccionou desenho e pintura, sendo popular entre a melhor sociedade feminina da cidade. No campo das artes decorativas  desenhou modelos para móveis e supervisionou a decoração de diversos edifícios públicos e igrejas.
Entre as suas obras mais notáveis contam-se os vitrais da escadaria dos Paços do Concelho de Angra do Heroísmo e o retrato a óleo do bispo D. Francisco José Ribeiro Vieira e Brito existente na Sé Catedral de Angra. Outras obras notáveis são o retrato do Dr. António Moniz Barreto Corte Real, doado ao Liceu de Angra e hoje no Museu de Angra do Heroísmo, um quadro com o rosto de Jesus presente no Tesouro da Sé de Angra e uma pintura representando o Coração de Maria na Ermida de São Carlos. Existem também preservadas múltiplas das suas pinturas decorativas sobre seda e marfim.
Como cenógrafo, durante várias décadas preparou a cenografia para as peças apresentadas no Teatro Angrense. Preparou a decoração das salas do Palácio dos Capitães Generais para a visita régia de 1901 e foram da sua autoria os arcos decorativos que nessa ocasião se erigiram nas ruas de Angra e os pavilhões construídos para a tourada realizada com a presença de D. Carlos I de Portugal e da rainha D. Amélia no Largo de São João de Deus e na exposição pecuária do Paul das Vacas.